# José Lafita Díaz
José Lafita Díaz (1887-1945) artista interesado principalmente por la escultura y el diseño. Hijo del pintor paisajista José Lafita y Blanco. Entre otras muchas obras, fue de su creación la fuente que adorna la plaza de la Virgen de los Reyes junto a la Giralda de Sevilla.

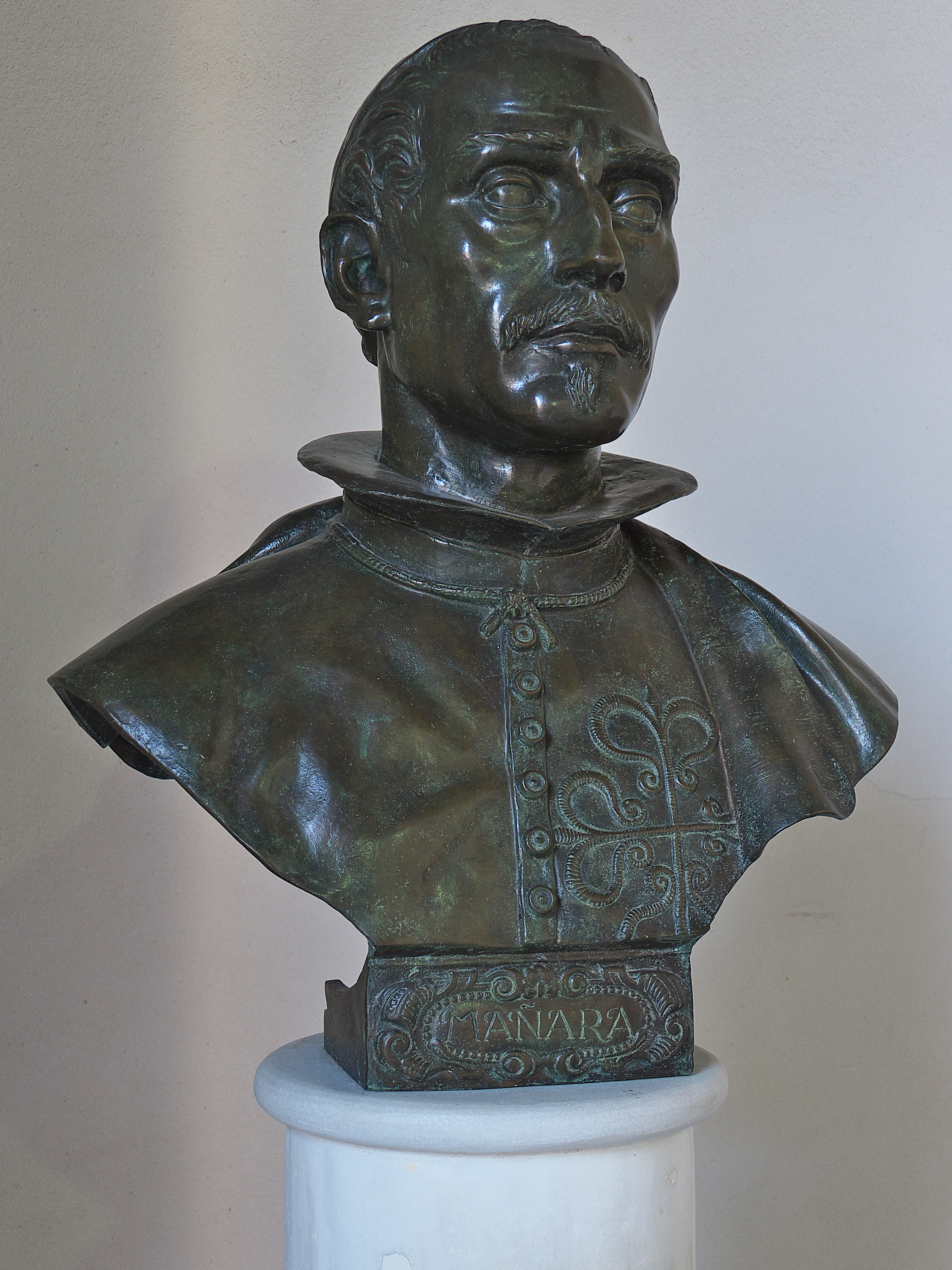
Miguel Mañara Vicentelo de Leca. Hospital de la Caridad, Sevilla.